# Netwerkarchitectuur
In analogie met het architectuur in de bouwwereld, is de netwerkarchitectuur het ontwerp van een (computer- of telecommunicatie-) netwerk. Waar het in de bouwkunst vaak gaat over 'schoonheid (venustas), stevigheid (firmitas) en bruikbaarheid (utilitas)', spelen bij netwerkarchitectuur de technische en economische factoren een rol: efficiëntie, betrouwbaarheid en capaciteit. Een specialist op dit gebied heet een netwerkarchitect.

## Theoretische achtergrond
Bij het ontwikkelen van een netwerkarchitectuur spelen diverse factoren een rol:
- De eisen aan de beschikbaarheid van een netwerk, waarbij wiskundige kansberekening een grote rol speelt,
- De kosten van het gebruik van een netwerk, die gebaseerd zijn op kostprijsberekening uit de economische wetenschap (bedrijfskunde),
- Gewenste technische specificaties, vaak gebaseerd op protocollen en standaarden,
- Ruimtelijke (geografische) aspecten uit de Netwerktopologie.

## Voorbeelden
Een bekend voorbeeld van een netwerkarchitectuur voor computernetwerken is het OSI-model. Ook een telefoonnetwerk dat (bijvoorbeeld) is opgebouwd uit lokale, interlokale en internationale telefooncentrales kent een vastgestelde netwerkarchitectuur.  Ook termen als LAN (Local Area Network en Wide area network duiden op een bouwwijze van het netwerk.